# Parcae
I oldtidens romerske religion og myter var Parcae (ental Parca) de kvindelige personifikationer af skæbnen, som styrede menneskers og guders liv (og død). (Deres græske ækvivalent var Moira.) De kontrollerede ikke en persons handlinger undtagen, når de bliver født, når de dør, og hvor meget de lider.

## Navn og historie
Parcae registrerede den metaforiske tråd af livet for enhver dødelig og udødelig fra fødsel til død. Selv guderne frygtede dem, og af nogle kilder var Jupiter også underlagt deres magt.
Navnene på de tre Parcae er:
- Nona (græsk ækvivalent Clotho), som har spundet livstråden fra sin stang ned på sin spindel;[3]
- Decima (græsk Lachesis), som målte livets tråd med sin stang;[3]
- Morta (græsk Atropos), som skar livets tråd over og valgte en persons dødsmåde.[4][5][6]

De tidligste eksisterende dokumenter, der refererer til disse guddomme, er tre små stelae (cippi) fundet nær det gamle Lavinium, kort efter Anden Verdenskrig. De bærer påskriften:

Neuna fata, Neuna dono, Parca Maurtia dono

Navnene på to af de tre romerske Parcae' er registreret (Neuna = Nona, Maurtia = Morta) og forbundet med begrebet fata.